# Franz Pinck

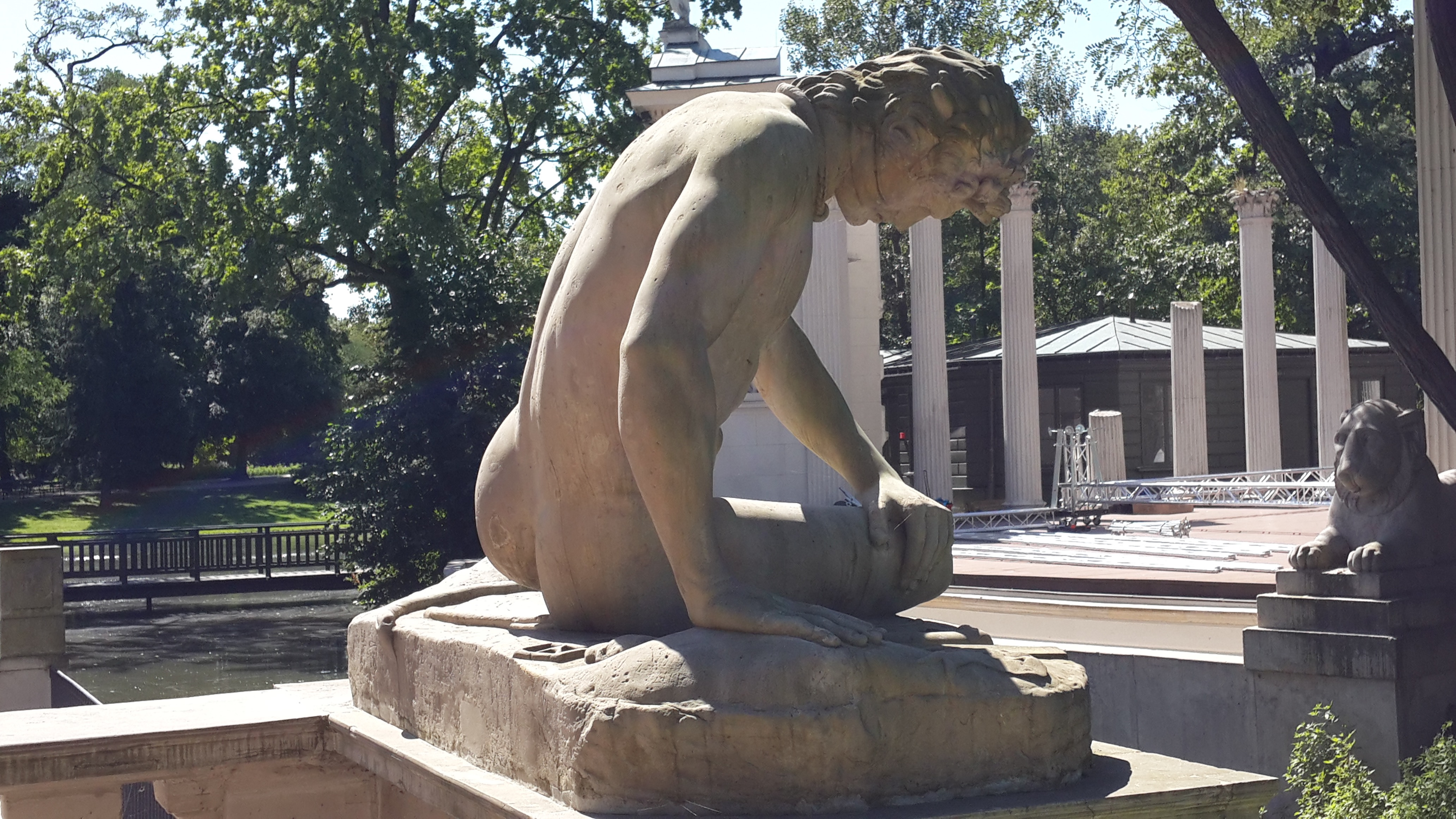
Sterbender Gallier im Łazienki-Park

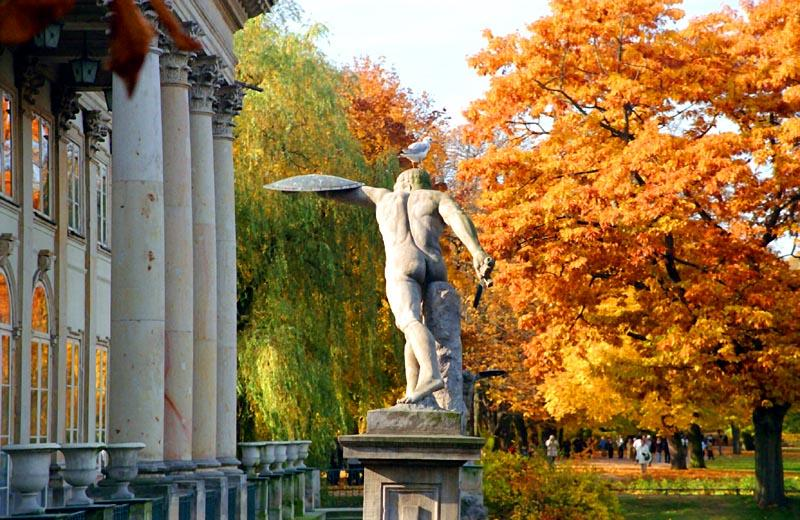
Gladiator im Łazienki-Park

Franz Pinck, auch Franciszek Pinck (* um 1733 in Wien; † 27. Mai 1798 in Warschau), war ein Warschauer Bildhauer deutscher Abstammung, der am polnischen Königshof wirkte. Er schuf im Stil des Klassizismus.

## Leben und Werk
Über seine Herkunft gibt es keine sicheren Dokumente. Ab 1765 war er Hofbildhauer des letzten polnisch-litauischen Königs Stanislaus II. August Poniatowski. Am Königshof arbeitete er eng mit André le Brun zusammen. Sein bekanntestes Werk ist das Reiterdenkmal für Johann III. Sobieski im Łazienki-Park. Er schuf weitere Bildnisse für den Park. Seine Arbeiten befinden sich auch im Schloss Ujazdów, Warschauer Königschloss, Schloss Kozienice und im Łazienki-Palast. Nach den Polnischen Teilungen und der Auflösung des polnischen Königshofs in den 1790er Jahren geriet er in finanzielle Not, aus der ihm sein Freund Marcello Bacciarelli half. Zuletzt wohnte er mit seiner Ehefrau im Jesuitenkolleg. Sein Sohn Ferdynand Pinck (* 1761) war Maler.
Franciszek Pinck gilt zwar im Vergleich zu den anderen königlichen Bildhauern als wenig originell, war aber technisch vielseitig und für seine zügige, geschmackvolle Ausführung bekannt.
Der polnische Bildhauer Bolesław Syrewicz schuf eine Pinck gewidmete Plakette, die 1885 an der Kathedrale von Warschau angebracht wurde und sich heute in der Krypta befindet.